# František Došek
František Došek (ur. 2 kwietnia 1952) – czechosłowacki, następnie czeski kierowca rajdowy i wyścigowy.

## Kariera
W 1983 zajął Škodą 120 czwarte miejsce w mistrzostwach Czechosłowacji w klasie A2. W latach 1984–1985 zdobył w tej klasie tytuły mistrzowskie. Ścigał się również w Pucharze Pokoju i Przyjaźni i wyścigach górskich (m.in. wyścig Ecce Homo). Po rozpadzie Czechosłowacji uczestniczył m.in. w Pucharze Peugeota 306 i Pucharze Škody Octavii. Uczestniczył również w rajdach na terenie Czech.